# 岡部芳郎

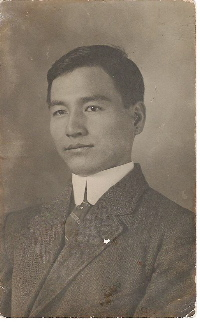

岡部 芳郎（おかべ よしろう、1884年4月9日 - 1945年3月17日）は、日本の映画技師。トーマス・エジソン唯一の日本人助手。
1904年から1914年まで在米、ニュージャージー州のエジソン研究所に在職。1914年に、日本キネトフォンの専任技師として帰国し、エジソンのトーキーを使用して松井須磨子の「カチューシャの唄」の映画版を制作・上映する。1945年、神戸大空襲により戦災死。享年61。

## 経歴
山口県立大島商船学校（現大島商船高等専門学校）卒業後、海軍予備少尉に任官。22歳のとき、イギリス商船レイキャッスル号に3等機関士として乗船中（商船学校の卒業遠洋航海の途中との説もあり）、ニューヨーク停泊中に急性盲腸炎となり下船を余儀なくされ、そのままアメリカに残り、特許弁理士アツベの下で出願用の製図の仕事を得る。その後、ウェスティングハウス・エレクトリックを経て、同社技師長ボダマからメンローパークのエジソン研究所プリス技師長へ紹介され採用、6年間エジソンのもとで働いた。トーキーの音声を拡大する研究、金粉末密着法の設計製図、電池を用いた自動車モーターの研究に従事したほか、ニューヨークの三井支店などとの交渉を担当。
1909年、渋沢栄一を団長とする第一回渡米実業団を出迎え、集合写真の一枚を撮影したのも岡部と言われる。1914年に、日本キネトフォンの専任技師として帰国し、エジソンのキネトフォンを使用して、松井須磨子の「カチューシャの唄」の映画版を制作、同年8月1日、浅草日本館において上映する。この映画は音声と映像が同期はしていたものの、現在のようにフィルムに音を焼き付けるものではなく、映写に合わせてレコードをかけるヴァイタホン方式で「発声映画」と呼ばれたこともあり、日本初のトーキーとしては考えられていない。
1926年前後に大倉喜八郎の支援を受け、エジソンの訪日を計画・交渉したが、エジソン自身が人造ゴムの研究に没頭していたため、実現しなかった。1931年11月27日に日比谷公会堂にて行われたエジソン追悼会の席上、追悼会長であった金子堅太郎に「日露戦争の戦費調達のため訪米した際、エジソンより秘密研究室で働く日本人を紹介されたのが岡部芳郎君」と紹介された。
1934年、京都府八幡市男山のエジソン記念碑の除幕式に、金子とともにエジソンと最も親しかった日本人として参列した。その後、神戸で鉄工所を営み、北欧の船舶の修理などを引き受け財を成すが、戦時色が強まるにつれて、事業は縮小を余儀なくされる。渡米経験があったため、スパイ嫌疑がかけられ、憲兵隊で取り調べを受けたことが影響したとも言われている。1945年、神戸大空襲によって戦災死する。その際、エジソンから譲り受けた個人的な品や発明品の多くが焼失した。

## エピソード
親日家であったエジソンとの個人的関係が深く、多くのエピソードを残している。エジソンを襲った暴漢を得意の柔道で投げ飛ばしたり、ヘンリー・フォードやハーベイ・ファイアストーンらとのキャンプ旅行の世話をしたりで、大いに気に入られたと言われている。
また、エジソンは彼について、「自分の子供たちはしょっちゅう自分の周りから金品を勝手に持ち出していくが、この日本の青年はテーブルの上にお金が置いてあっても、手をつけることなど全くない」とコメントしている。
1937年に「日本の植物学の父」と言われる牧野富太郎が兵庫県と鳥取県の県境の氷ノ山を学術調査した際に、岡部が撮影した映像が2012年に発見され、牧野と親交があったことが分かった。

## 子孫
- 孫：岡部芳彦-神戸学院大学経済学部教授（ウクライナ研究者）[5]

## その他
NHKで放映のアニメ『ファイ・ブレイン 神のパズル』の登場人物の一人で「エジソンの称号」を持つキュービック・Gが操るロボット「オカベくん」は岡部芳郎に由来している。

## 関連サイト
- エジソンを支えた日本人「岡部芳郎」は大島商船卒だった
- エジソンと日本の関係：エジソン唯一の日本人助手・岡部芳郎